# Achtinskij
Achtinskij (ros. Ахтинский) – osiedle w Rosji, w obwodzie irkuckim, w rejonie kujtuńskim. W 2010 liczyło 137 mieszkańców.